# Rita Durão
Rita Maria Bandeira Afonso Durão, mais conhecida por Rita Durão (Lisboa, 21 de Janeiro de 1976), é uma actriz portuguesa. 
Frequentou o Curso de Teatro - Formação de Actores da Escola Superior de Teatro e Cinema de Lisboa e o Actor's Studio de Londres, começando a fazer teatro no projecto 4º Período – O do Prazer onde, sob a direcção de António Fonseca, interpretou Shakespeare, Wedekind e Edward Bond. Posteriormente interpretou outros autores, como Bertolt Brecht, Marivaux, Federico García Lorca, Beaumarchais, Pier Paolo Pasolini, Luís Buñuel, Molnar, Jean Claude Biette, Gil Vicente, Almeida Garrett ou Anton Tchekov, tendo trabalhado com João Perry, Luís Miguel Cintra, Christine Laurent, Ricardo Aibéo e Jorge Silva Melo. Mantém uma colaboração regular com o Teatro da Cornucópia.
No cinema conta com mais de quinze trabalhos realizados, tendo participado em  As Bodas de Deus e Vai e Vem, de João César Monteiro; A Meu Favor e André Valente, de Catarina Ruivo; Cinco Dias, Cinco Noites, de José Fonseca e Costa; Peixe Lua e Quaresma, de José Álvaro Morais; trabalhando ainda com Rita Azevedo Gomes, Jeanne Waltz, Jacinto Lucas Pires, Ricardo Aibéo, Raoul Ruiz e Maria de Medeiros.
Recebeu o Prémio de Melhor Actriz no Festival Internacional de Curtas-Metragens de Vila do Conde (2004) e esteve nomeada para os prémios de cinema europeu Shooting Stars (2000).

## Teatro[2]
| Data       | Peça                                                      | Companhia de teatro                              |
| ---------- | --------------------------------------------------------- | ------------------------------------------------ |
| 8/1/1993   | Romeu e Julieta                                           | Quarto Período - O do Prazer                     |
| 10/12/1994 | O triunfo do Inverno                                      | Teatro da Cornucópia                             |
| 1995       | Mistérios de Lisboa                                       |                                                  |
| 23/2/1995  | Dia de Marte                                              | Teatro da Cornucópia                             |
| 15/9/1995  | A disputa                                                 | INATEL "Teatro Nacional D. Maria II"             |
| 22/3/1996  | Um auto de Gil Vicente                                    | Teatro da Cornucópia                             |
| 29/8/1996  | Sonho de uma noite de Verão                               | TNDMII - Teatro Nacional D. Maria II [companhia] |
| 21/11/1996 | Barba Azul                                                | Teatro da Cornucópia                             |
| 27/2/1997  | A importância de ser amável                               | Teatro Mais                                      |
| 19/6/1997  | Os sete infantes                                          | Teatro da Cornucópia                             |
| 12/2/1998  | Máquina Hamlet                                            | Teatro da Cornucópia                             |
| 3/3/1998   | Um sonho                                                  | Teatro da Cornucópia                             |
| 14/5/1998  | Quando passarem cinco anos                                | Teatro da Cornucópia                             |
| 22/1/1999  | O lírio, vida e morte de um malandro                      | Teatro da Cornucópia                             |
| 6/5/1999   | O casamento de Fígaro ou A louca jornada                  | Teatro da Cornucópia                             |
| 4/11/1999  | Afabulação                                                | Teatro da Cornucópia                             |
| 17/2/2000  | Amor, enganos                                             | Teatro da Cornucópia                             |
| 15/6/2000  | Cimbelino, rei da Britânia                                | Teatro da Cornucópia                             |
| 5/12/2000  | Hamlet, uma tragédia cómica                               | Teatro da Cornucópia                             |
| 27/9/2001  | O novo Menoza ou a história do Príncipe Tandi de Cumba    | Teatro da Cornucópia                             |
| 14/2/2002  | O colar                                                   | Teatro da Cornucópia                             |
| 13/11/2002 | Valparaíso                                                | Ao Cabo Teatro                                   |
| 7/3/2003   | Baal                                                      | AU - Artistas Unidos                             |
| 24/6/2003  | Tito Andrónico                                            | Teatro da Cornucópia                             |
| 20/11/2003 | Anatomia Tito, Fall of Rome, um comentário de Shakespeare | Teatro da Cornucópia                             |
| 24/6/2004  | A família Schroffenstein                                  | Teatro da Cornucópia                             |
| 11/11/2004 | Esopaida ou Vida de Esopo                                 | Teatro da Cornucópia                             |
| 14/5/2005  | Alices                                                    | Jumpcut - Associação Cultural                    |
| 15/9/2005  | Sangue no pescoço do gato                                 | Teatro da Cornucópia                             |
| 30/3/2006  | A gaivota                                                 | Teatro da Cornucópia                             |
| 22/6/2006  | Ensaios para o ginjal                                     | Teatro da Cornucópia                             |
| 21/3/2007  | A tragédia de Júlio César                                 | Teatro da Cornucópia                             |
| 10/1/2008  | A floresta                                                | Teatro da Cornucópia                             |
| 10/4/2008  | Don Carlos                                                | Teatro da Cornucópia                             |
| 13/11/2008 | Os gigantes da montanha                                   | Teatro da Cornucópia                             |
| 12/3/2009  | A tempestade                                              | Teatro da Cornucópia                             |
| 28/5/2009  | A menina Else                                             | Teatro da Cornucópia                             |
| 14/1/2010  | A cidade                                                  | Teatro da Cornucópia                             |
| 19/3/2010  | Ivanov                                                    | Associação Cultural - Truta                      |
| 17/11/2011 | A varanda                                                 | Teatro da Cornucópia                             |
| 1/11/2012  | Os desastres do amor                                      | Teatro da Cornucópia                             |
| 30/5/2013  | Ai amor sem pés nem cabeça                                | Teatro da Cornucópia                             |

## Cinema
- Cinco Dias, Cinco Noites (1996)
- Capitães de Abril (2000)
- Quaresma (2003)
- Vai e Vem (2003)
- Daqui p'rá Frente (2005)